# Bert Schmidmeister

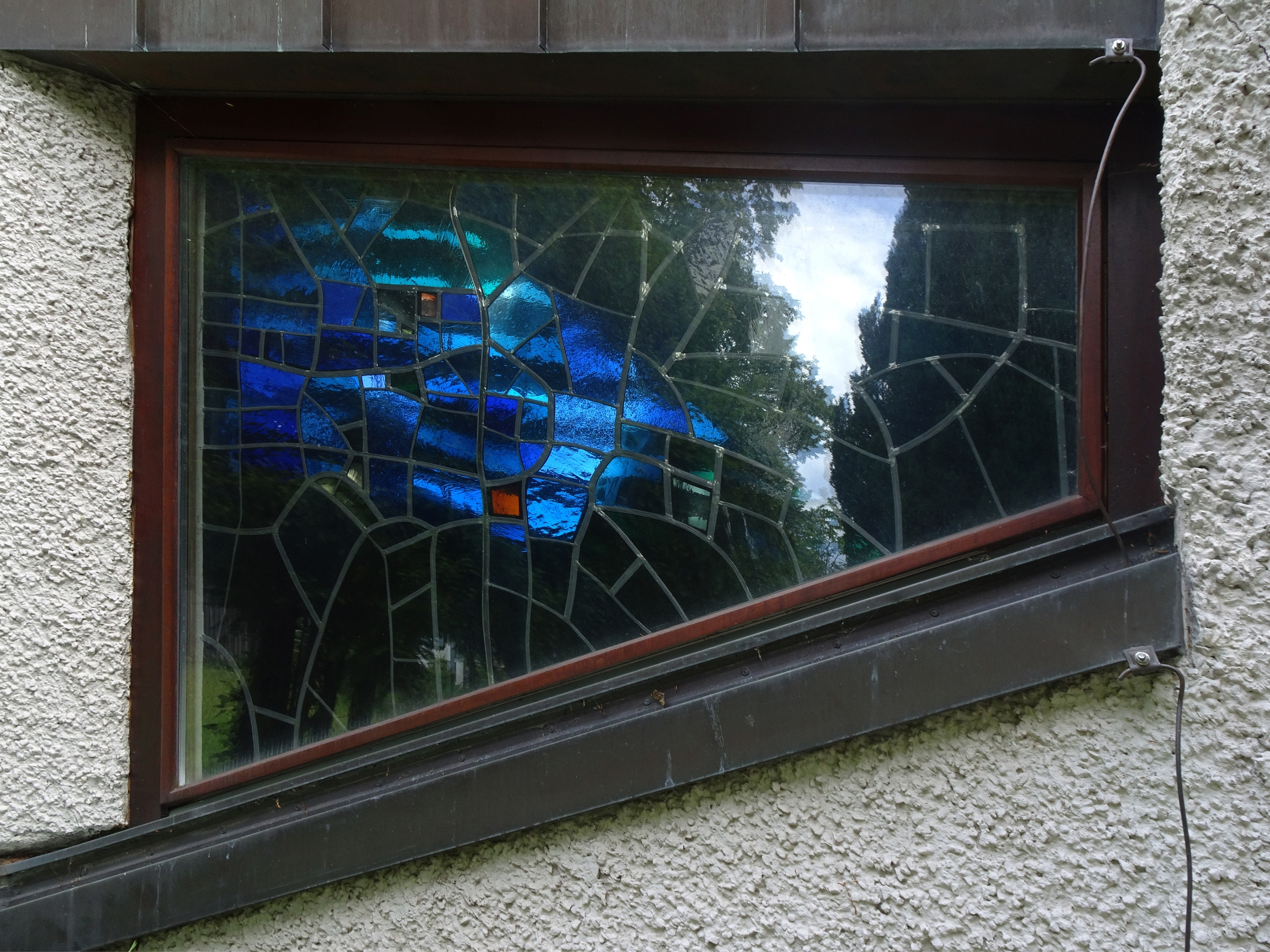
1971, Buntglasfenster. Reformierte Kirche Wil

Bert Schmidmeister (* 15. Juni 1934 in Arni; † 25. April 1993 in Zürich) war ein Schweizer Maler, Zeichner, Plastiker und Theaterdekorateur.

## Leben und Werk

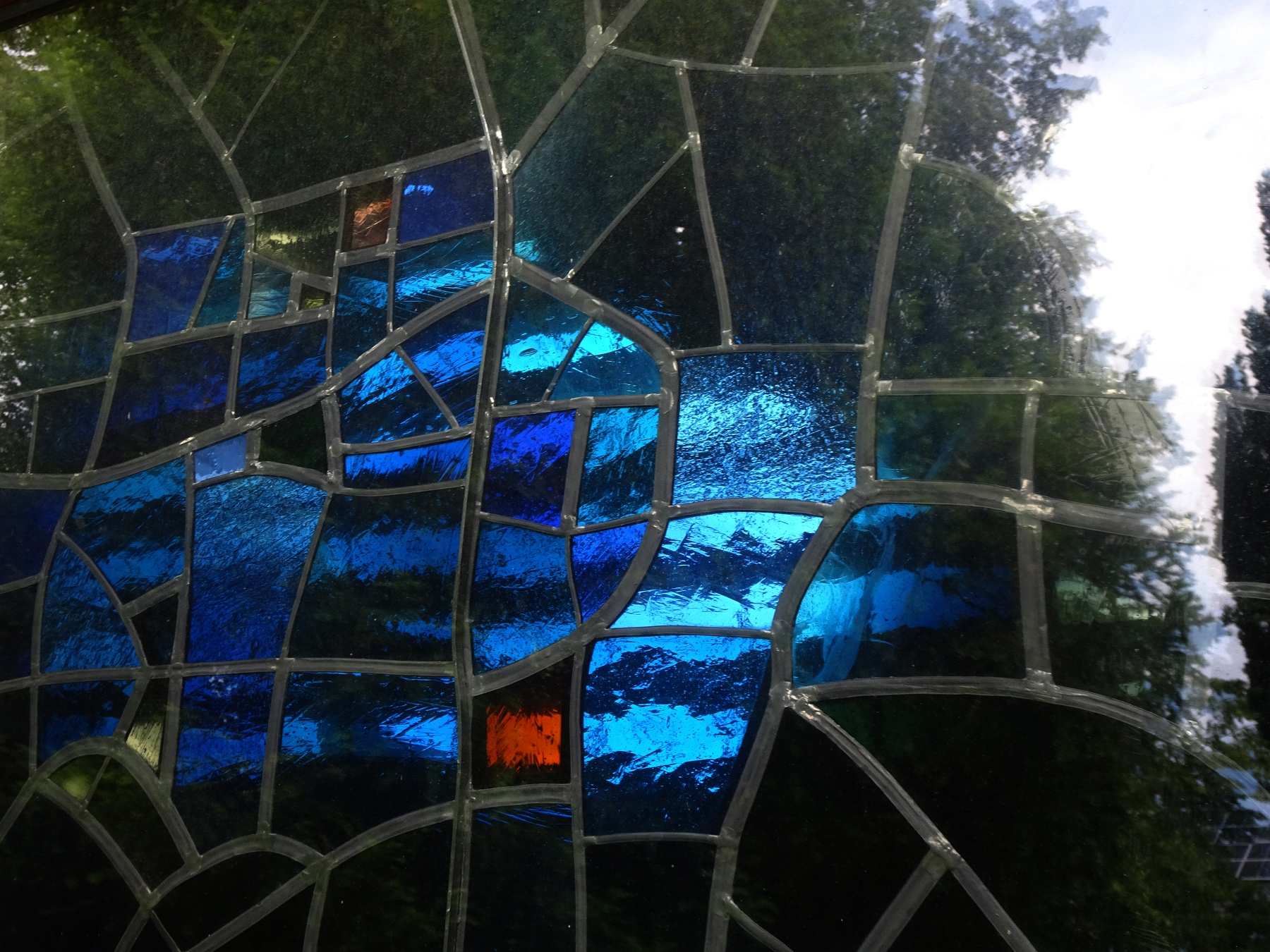
1971, Buntglasfenster. Reformierte Kirche Wil

Bert Schmidmeister war ein autodidaktischer Maler. Er erhielt 1955, 1961 und 1962 ein eidgenössisches Kunststipendium. Seine Werke stellte Schmidmeister in Gruppenausstellungen aus. 
Ab 1963 lebte Schmidmeister in Zürich und arbeitete ab 1965 eine Zeit lang als Dekorateur für das Theater am Hechtplatz. 1969 schuf er im Triemli Spital ein Wandbild sowie 1971 vier Buntglasfenster für die Reformierte Kirche Wil in Dübendorf. 1972 gestaltete er eine Keramikwand im Lehrschwimmbecken in Weiningen und 1977 fünf Keramikwände im Rheumabad Käferberg in Zürich.